# Marija Lulkowa
Marija Władimirowna Lulkowa (ros. Мария Владимировна Люлькова; ur. 28 stycznia 1992) – rosyjska zapaśniczka walcząca w stylu wolnym. Srebrna medalistka uniwersjady w 2013. Uniwersytecka mistrzyni świata w 2014.  Wicemistrzyni świata i mistrzyni Europy juniorów w 2012. Trzecia na mistrzostwach Rosji w 2013, 2014 i 2015 roku.